# VLT Carioca
VLT Carioca é uma rede de veículos leves sobre trilhos que percorre o Centro e o Porto da cidade do Rio de Janeiro, conectando todas as demais redes de transporte metropolitano — metrô, trens, BRT, ônibus, barcas e teleférico — além de aeroporto, rodoviária e terminal de cruzeiros.
A construção do VLT Carioca foi parte de um antigo projeto de revitalização da região central do Rio de Janeiro, que ganhou vida quando a cidade foi escolhida para sediar os Jogos Olímpicos de 2016. O projeto substituiu o Elevado da Perimetral, uma via expressa que cercava e degradava a região, pela Orla Conde, um boulevard à beira da Baía da Guanabara rodeado por atrações culturais e turísticas e que tem o VLT como principal meio de transporte.
Composta por quatro linhas e 30 paradas, inauguradas em 2016, 2017, 2019 e 2024. O trecho comercial do VLT Carioca é totalmente livre de catenárias. A frota é composta por 32 trens Alstom Citadis, com 44 metros de comprimento e capacidade para 420 passageiros.

## História

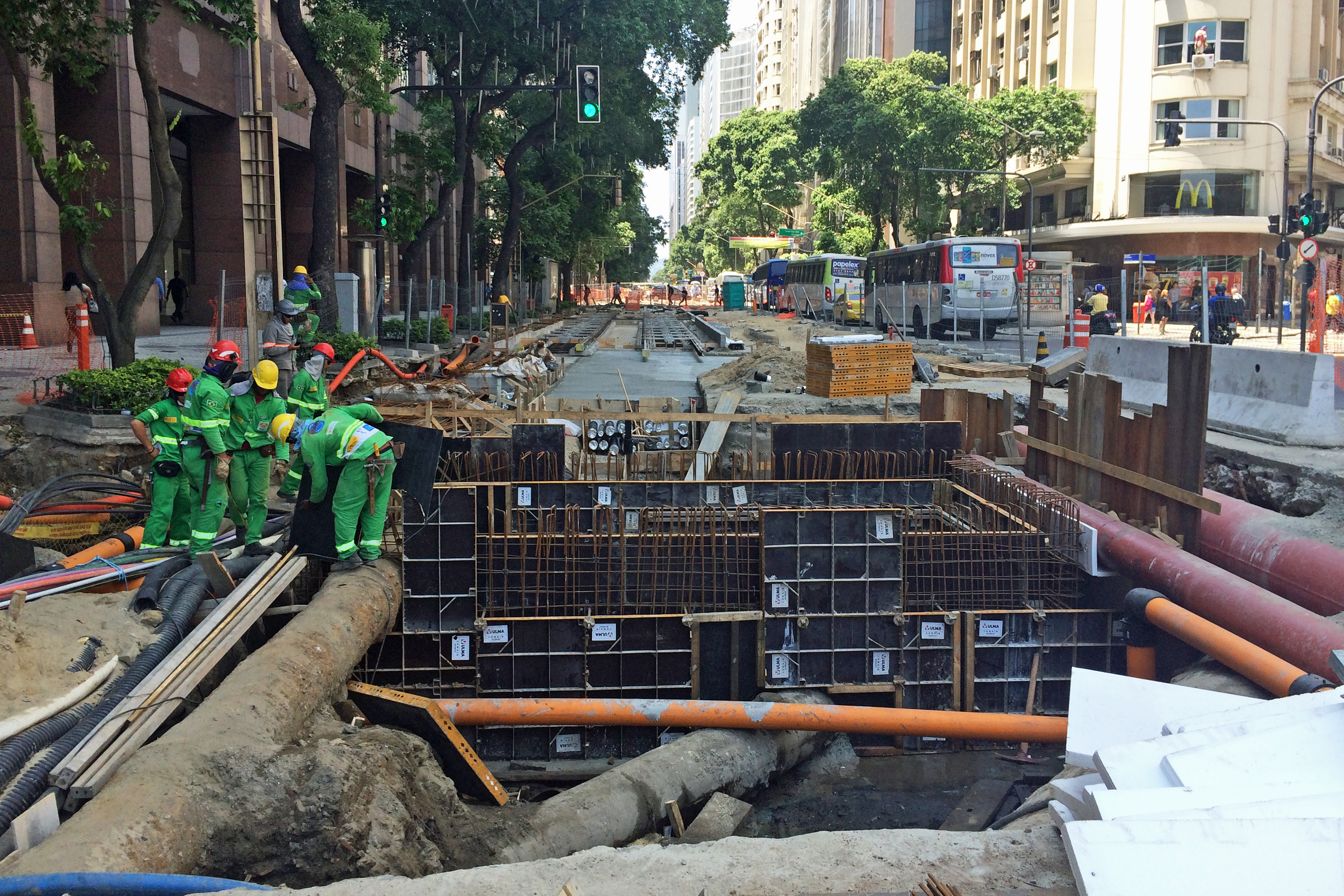
Obras da linha 1 na Av. Rio Branco, em novembro de 2015. A construção do VLT Carioca começou em setembro de 2014.

A Prefeitura do Rio de Janeiro iniciou, em julho de 2012, o processo de abertura da licitação sobre o projeto do VLT Carioca, através de consulta pública ao edital, a fim de possibilitar o exame das empresas interessadas no projeto. A licitação foi realizada em 30 de abril de 2013 e foi vencida por um consórcio formado por Invepar, Odebrecht TransPort (atual Novonor), CCR, RioPar, Benito Roggio Transporte e RATP.
A implantação do novo meio de transporte teve custo avaliado em 1,157 bilhão de reais, sendo 525 milhões de reais financiados por recursos federais, do Programa de Aceleração do Crescimento (PAC) da Mobilidade, e 632 milhões de reais viabilizados por meio de uma parceria público-privada (PPP).
Algumas obras necessárias para a implantação do VLT Carioca já haviam sido iniciadas em 2012 pela concessionária da região portuária, como a reabertura do Túnel da Marítima — um túnel construído ainda no período do Brasil Império para o trânsito de trens entre o porto e a Central do Brasil — e a construção do Túnel Nina Rabha, além da demolição do Elevado da Perimetral e das próprias obras de revitalização da região.

### Construção

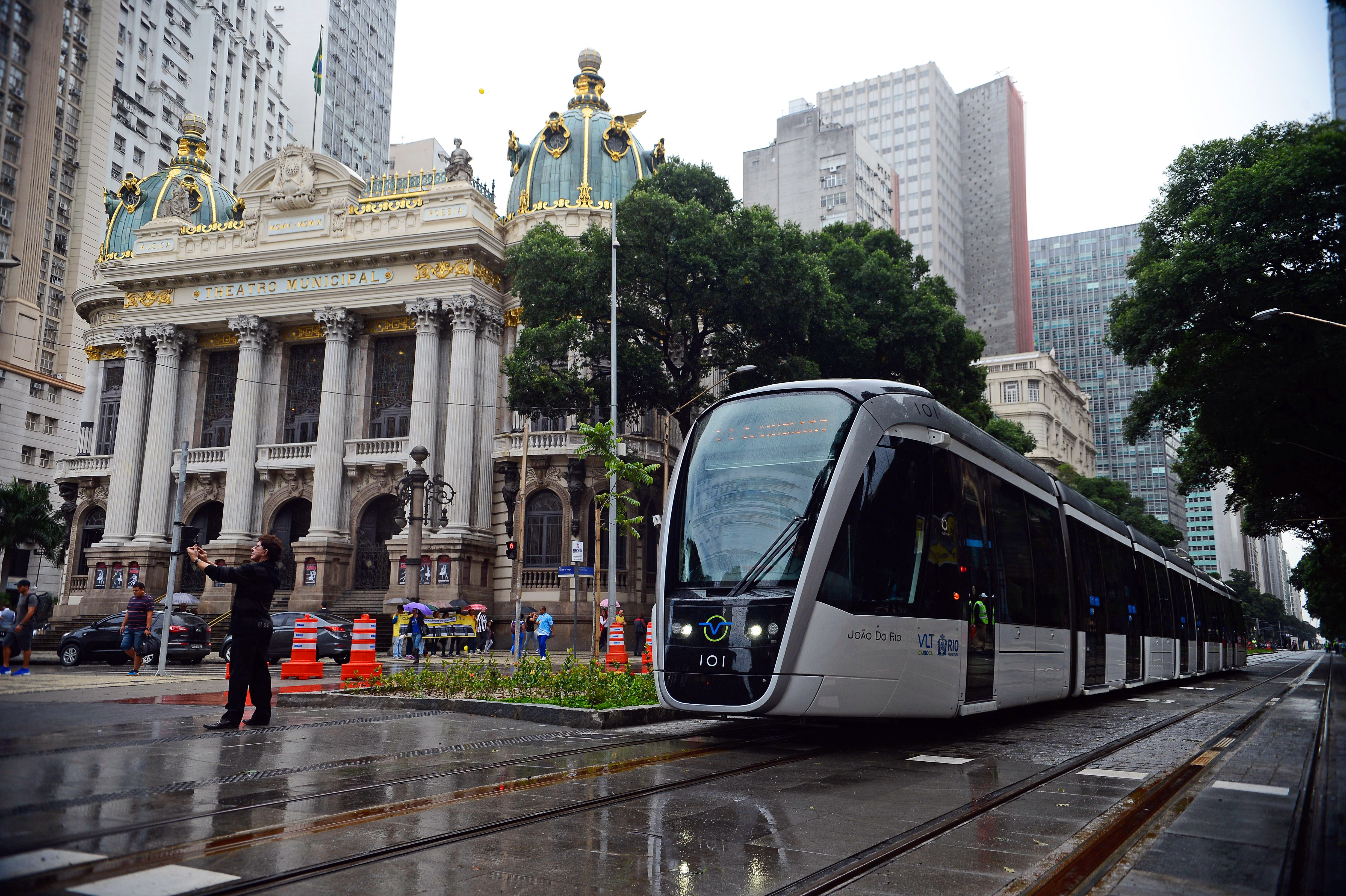
Viagem inaugural do VLT Carioca, em junho de 2016, passando ao lado do Theatro Municipal.

A construção do VLT Carioca começou em setembro de 2014. As intervenções começaram no bairro de Santo Cristo, onde os trilhos são compartilhados pelas linhas 1 e 2, e até abril de 2015 se expandiram para toda a extensão das duas linhas. As obras ocorreram paralelamente a outras grandes transformações na região, como a abertura da Orla Conde subsequente à demolição do Elevado da Perimetral, a construção de 8,2 quilômetros de túneis rodoviários, a conversão de um trecho da avenida Rio Branco em passeio público e a construção do Museu do Amanhã.
Os testes de circulação na linha 1 começaram em outubro de 2015, da Rodoviária à Praça Mauá. No final de fevereiro de 2016, foi feito o primeiro teste passando pela Avenida Rio Branco, com o VLT realizando o caminho da Rodoviária à Cinelândia. Os testes de circulação da linha 2 começaram no segundo semestre de 2016.
A inauguração do VLT Carioca ocorreu em 5 de junho de 2016. Ao longo dos 18 meses seguintes, foram seis etapas de inauguração até as duas primeiras linhas entrarem totalmente em operação:
- 5 de junho de 2016: inauguração da linha 1, entre Santos Dumont e Parada dos Museus
- 12 de julho de 2016: abertura do trecho entre Parada dos Museus e Rodoviária da linha 1
- 6 de fevereiro de 2017: inauguração da linha 2, entre Praça XV e Saara
- 4 de junho de 2017: abertura da segunda via no trecho entre Gamboa e Parada dos Navios (posteriormente Parada dos Navios/Valongo) da linha 1
- 21 de outubro de 2017: abertura do trecho entre Saara e Rodoviária da linha 2
- 2 de dezembro de 2017: inauguração da parada Praia Formosa, com a abertura do trecho final das linhas 1 e 2[13]
- 26 de outubro de 2019: inauguração da linha 3[6][14][15]

### Expansão
O projeto básico do VLT Carioca já previa rotas para duas futuras expansões: uma no sentido sul, passando pela Lapa e chegando à Marina da Glória, e outra no sentido oeste, passando pela Cidade Nova até o bairro de São Cristóvão. Não há previsão ou confirmação sobre a execução desse plano.
Uma linha de VLT ligando o Centro à Gávea, na Zona Sul, passando por Glória, Catete, Flamengo, Botafogo, Humaitá e Jardim Botânico, também já foi especulada.
Em 7 de abril de 2021, a Prefeitura do Rio confirmou a expansão do sistema após a estação Rodoviária, com a construção de uma nova estação em que haverá integração com o terminal do BRT Transbrasil, no local antigamente ocupado pelo Gasômetro de São Cristóvão.
Em abril de 2022, a Prefeitura do Rio anunciou que o terreno do antigo Gasômetro começará a receber os operários que farão as obras do novo Terminal Intermodal Gentileza (TIG), que recebeu o nome em homenagem ao Profeta Gentileza — pregador religioso que ficou conhecido pela frase "Gentileza gera gentileza", a mais famosa entre diversas outras frases que ele escreveu nas pilastras do elevado da Perimetral e no próprio viaduto do Gasômetro.
Em julho de 2022, a Prefeitura do Rio de Janeiro anunciou a conversão de linhas de BRT para o sistema VLT, assim expandindo consideravelmente o sistema em direção a Zona Sul da cidade.

### Datas relevantes
- 9 de julho de 2012: início do processo de abertura de licitação
- 30 de abril de 2013: realização da licitação
- setembro de 2014: início das obras
- abril de 2015: obras se expandem para toda a extensão das linhas 1 e 2
- 15 de outubro de 2015: primeiro teste do VLT, da Rodoviária à Praça Mauá
- 28 de fevereiro de 2016: primeiro teste passando pela Av. Rio Branco, da Rodoviária à Cinelândia
- 5 de junho de 2016: início da operação assistida da linha 1, entre Santos Dumont e Parada dos Museus, de segunda a sexta das 12 horas às 15 horas, com intervalos de 20 minutos, e sem cobrança de passagem
- junho de 2016: ampliação do horário de funcionamento, das 10 horas às 17 horas
- junho de 2016: ampliação do horário de funcionamento, das 8 horas às 17 horas
- 9 de julho de 2016: início da operação nos fins de semana[21]
- 12 de julho de 2016: início da operação do trecho entre Parada dos Museus e Rodoviária da linha 1
- 26 de julho de 2016: início da operação comercial da linha 1
- 3 de agosto de 2016: Chama Olímpica é transportada de VLT, do Santos Dumont à Cinelândia, a bordo do bonde 102[22]
- 6 de fevereiro de 2017: início da operação assistida da linha 2, entre Praça XV e Saara, das 8 horas às 14 horas e sem cobrança de passagem
- 17 de abril de 2017: ampliação do horário de funcionamento da linha 2, das 6 horas às 14 horas
- 24 de maio de 2017: início da operação comercial da linha 2, ainda entre Praça XV e Saara, das 6 horas à meia-noite e com cobrança de passagem
- 4 de junho de 2017: início da operação da segunda via da linha 1 entre Gamboa e Parada dos Navios, eliminando o trecho em via singela e permitindo operação plena à linha[23]
- 11 de julho de 2017: redução dos intervalos em todo o sistema e fim da linha auxiliar Santos Dumont–Parada dos Navios[24]
- 21 de outubro de 2017: início da operação do trecho Saara–Rodoviária da linha 2[25]
- 2 de dezembro de 2017: inauguração da parada Praia Formosa, com a abertura do trecho final das linhas 1 e 2[13]
- 6 de janeiro de 2018: início das obras da linha 3, na Avenida Marechal Floriano, entre a Rua Visconde da Gávea e a Rua Camerino
- 26 de maio de 2018: obras da linha 3 se expandem até a Rua Uruguaiana
- 2 de junho de 2018: primeiros trilhos da linha 3 são instalados, no cruzamento da Avenida Marechal Floriano com a Rua Camerino
- 23 de junho de 2018: obras da linha 3 se expandem até a Avenida Rio Branco
- 20 de novembro de 2018: início dos testes com trens na linha 3[26]
- 26 de outubro de 2019: início da operação da linha 3[7]
- 7 de julho de 2022: anúncio da primeira expansão do sistema[20]
- 25 de julho de 2022: início das obras do Terminal Intermodal Gentileza (TIG), que interligará diversos modais, entre eles o VLT[27]
- 2 de abril de 2023: interdição do trecho entre as paradas Rodoviária e Pereira Reis (linhas 1 e 2) para implantação da zona de manobras de acesso dos trens do TIG e de uma nova subestação elétrica[28]
- 23 de fevereiro de 2024: inauguração do TIG[9]
- 24 de fevereiro de 2024: início da operação do TIG, expandindo a linha 1 até o terminal[9]
- 1 de abril de 2024: início da operação da linha 4, interligando o TIG até a Praça XV, inicialmente nos horários de 11 horas às 16 horas nos dias úteis e das 10 horas às 15 horas nos fins de semana[8][29]

## Linhas
O VLT Carioca possui quatro linhas em operação. A terceira linha teve as obras iniciadas em janeiro de 2018 e foi inaugurada em outubro de 2019.
A linha 1, com a inauguração do Terminal Intermodal Gentileza (TIG), passa a ser "TIG ↔ Santos Dumont" e a quarta linha fará a interligação do TIG com a Praça XV — compartilhando as linhas 1 (TIG → Rodoviária) e 2 (Rodoviária → Praça XV).

### Linha 1
A Linha 1 vai do Aeroporto Santos Dumont à região da Rodoviária Novo Rio, percorrendo, entre outras vias, toda a Avenida Rio Branco, parte da Orla Conde e o Binário do Porto, num trajeto de 6,4 quilômetros. Tem 20 paradas, com acesso às linhas 1 e 2 do metrô, ao teleférico da Providência e ao Terminal Intermodal Gentileza, além do aeroporto, da rodoviária e do terminal de cruzeiros do Pier Mauá.
Entre os pontos de referência cruzados pela Linha 1 estão o Aeroporto Santos Dumont, o Museu de Arte Moderna do Rio de Janeiro, a Cinelândia, o Theatro Municipal, a Biblioteca Nacional, o Museu Nacional de Belas Artes, o Largo da Carioca, a Igreja da Candelária, a Praça Mauá, o Museu do Amanhã, o Museu de Arte do Rio, a Orla Conde, o AquaRio, a Praça da Harmonia, a Cidade do Samba e a Rodoviária Novo Rio.
Foi a primeira linha do VLT Carioca a ser inaugurada, em 5 de junho de 2016. Seu último trecho, com 1,3 quilômetro e duas paradas, foi entregue um ano depois, em 4 de junho de 2017. A conclusão do projeto original ocorreu em 2 de dezembro de 2017, com a abertura da parada Praia Formosa.
Cruza com a Linha 2 na parada Sete de Setembro/Colombo, e compartilha com ela trilhos e sete paradas na extremidade oeste das linhas, no bairro do Santo Cristo.

### Linha 2
A Linha 2 vai da Praça XV à região da Rodoviária Novo Rio, percorrendo, entre outras vias, a Rua Sete de Setembro, a Praça da República, a Rua Senador Pompeu, o Túnel da Marítima e o Binário do Porto, num trajeto de 5,2 quilômetros que cruza o centro da cidade de forma perpendicular à linha 1. Tem 12 paradas, com acesso ao terminal de barcas da Praça XV, às linhas 1 e 2 do metrô, a 5 ramais de trens da SuperVia, ao teleférico da Providência e aos terminais de ônibus Procópio Ferreira, Américo Fontenelle e Padre Henrique Otte, além da rodoviária.
Entre os pontos de referência cruzados pela Linha 2 estão a Praça XV, a Orla Conde, o Paço Imperial, o Arco do Teles, a Igreja de Nossa Senhora do Carmo da Antiga Sé, o Palácio Tiradentes, a Confeitaria Colombo, o Real Gabinete Português de Leitura, o Teatro João Caetano, a Praça Tiradentes, a Faculdade Presbiteriana Mackenzie Rio, o Centro de Integração Empresa-Escola (CIEE), a SAARA, o Campo de Santana, o Palácio Duque de Caxias, a Central do Brasil, a Cidade do Samba e a Rodoviária Novo Rio.
A linha entrou em operação em 6 de fevereiro de 2017, num trecho com quatro paradas entre a Praça XV e a Saara. Em 21 de outubro do mesmo ano foi aberto o trecho entre a Saara e a Rodoviária. A conclusão do projeto original ocorreu em 2 de dezembro de 2017, com a abertura da parada Praia Formosa.
Cruza com a Linha 1 na parada Sete de Setembro/Colombo, e compartilha com ela trilhos e sete paradas na extremidade oeste das linhas, no bairro do Santo Cristo.

### Linha 3

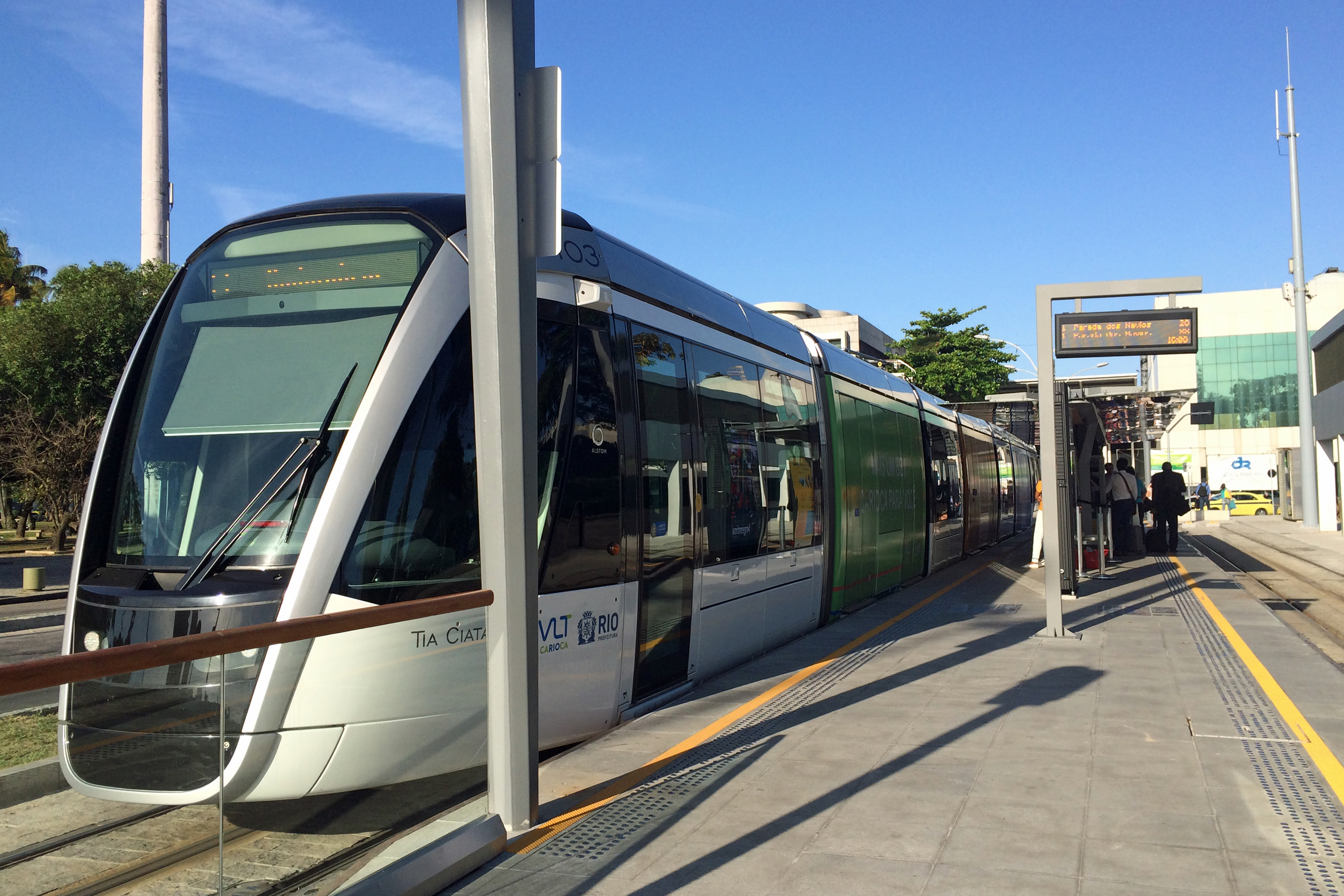
VLT na estação Santos Dumont.

A Linha 3 vai do Aeroporto Santos Dumont à Central do Brasil, percorrendo parte da Avenida Rio Branco e a Avenida Marechal Floriano, num trajeto de quatro quilômetros. Mais da metade da extensão da Linha 3 é compartilhada com a Linha 1. Tem 10 paradas, seis delas compartilhadas com a Linha 1 e duas com a Linha 2.
Entre os pontos de referência cruzados pela Linha 1 estão o Aeroporto Santos Dumont, o Museu de Arte Moderna do Rio de Janeiro, a Cinelândia, o Theatro Municipal, a Biblioteca Nacional, o Museu Nacional de Belas Artes, o Largo da Carioca, a Igreja da Candelária, a Igreja de Santa Rita de Cássia, o campus Centro do Colégio Pedro II, o Centro Cultural Light, o Palácio do Itamaraty, o Palácio Duque de Caxias e a Central do Brasil.
Além de oferecer uma ligação direta da Avenida Rio Branco com a Central do Brasil, sem necessidade de baldeação (hoje o trajeto depende de uma baldeação entre as linhas 1 e 2), a Linha 3 reforça a oferta de trens no trecho de maior demanda do sistema. A construção do trecho de duas paradas da linha, além de uma nova parada num trecho compartilhado com a linha 2, começou em janeiro de 2018. A conclusão da obra está prevista para dezembro do mesmo ano.
O trecho entrou em testes no fim de novembro de 2018, mas problemas entre a Prefeitura do Rio de Janeiro e a concessionária operadora do VLT não permitiram que a linha entrasse efetivamente em funcionamento, a previsão era fevereiro de 2019. Em decreto assinado pelo prefeito Marcelo Crivella, foi definida a nova data de início para 26 de outubro de 2019. A inauguração da nova linha, em 26 de outubro de 2019, contou com a presença do prefeito.

### Linha 4
A Linha 4 foi inaugurada em 1 de abril de 2024, interliga o Terminal Intermodal Gentileza (TIG) com a Praça XV. Para isso, compartilhará a linha 1 (TIG–Santos Dumont) até a Parada Rodoviária e com a linha 2 (Rodoviária → Praça XV) até a Praça XV. O mesmo acontecerá no sentido contrário (Praça XV–TIG). O horário de funcionamento inicial será de 11 horas às 16 horas nos dias úteis e das 10 horas às 15 horas nos fins de semana. A ampliação dos horários seguirá conforme o avanço da implantação do BRT Transbrasil.
| “                                                                                    | A ampliação do serviço do VLT segue nossa proposta de integração entre os modais, garantindo comodidade e conforto aos nossos clientes. Hoje é o primeiro dia útil da nova operação e nossos times estão em campo para garantir a melhor experiência de mobilidade para quem usa o terminal Gentileza | ” |
| — Rodrigo Feitoza, gerente executivo de Operações do VLT, sobre o início da linha 4, | |   |

### Propostas de extensão
Em dezembro de 2023, o Banco Nacional de Desenvolvimento Econômico e Social (BNDES) apresentou ao Município do Rio de Janeiro a conclusão de um estudo para revitalização da região central da cidade, incluindo a proposta de extensão do VLT Carioca desde a Rodoviária Novo Rio até a Praça XV, passando pelo bairro da Lapa e com ligação para a Central do Brasil. Essa extensão se iniciaria na parada Praia Formosa, seguindo pela Rua General Luís Mendes de Moraes, passando paralelamente à Avenida Francisco Bicalho, atravessando a Avenida Presidente Vargas, seguindo pela Rua Beatriz Larragoiti Lucas, Rua Madre Tereza de Calcutá, Rua Dom Marcos Barbosa, Rua Júlio do Carmo (com integração com a estação de metrô Praça Onze e cruzando o Sambódromo da Rua Marquês de Sapucaí), Rua Professor Clementino Fraga, Rua Professor Sylvio Vianna Freire, chegando até a Rua General Caldwell, onde se bifurcaria: por um lado, rumo à Central, atravessando a Avenida Presidente Vargas e passando pela Praça Procópio Ferreira, até se conectar com a linha já existente na Avenida  Marechal Floriano; por outro lado, rumo à Lapa, seguindo pela Rua General Caldwell, Rua Tenente Possolo, Rua Conselheiro Josino, Rua Washington Luiz, Rua Ubaldino do Amaral, Rua do Rezende, Rua dos Arcos (passando sob os Arcos da Lapa), Rua Evaristo da Veiga, Rua Araújo Porto Alegre, cruzando a Avenida Presidente Antônio Carlos e passando por trás da Santa Casa da Misericórdia, até alcançar a Praça do Expedicionário, por ela até a Praça Marechal Âncora, até se encontrar com a Linha 2 na Praça XV. Além disto, no mesmo estudo, foi proposta a extensão da estação Santos Dumont até a Marina da Glória, passando pelo acesso ao Terminal de Embarque do Aeroporto Santos Dumont, cortando pelo estacionamento do Aeroporto, seguindo pela Rua Jardel Jércolis, passando por trás do Museu de Arte Moderna do Rio de Janeiro (MAM), entrando na Praça Pistoia, passando por trás do Monumento aos Pracinhas, pela Praça Deodoro até chegar ao ponto final, na Marina da Glória. Nenhuma dessas propostas foi melhor desenvolvida pelos proponentes e carecem de mais estudos.

## Operação

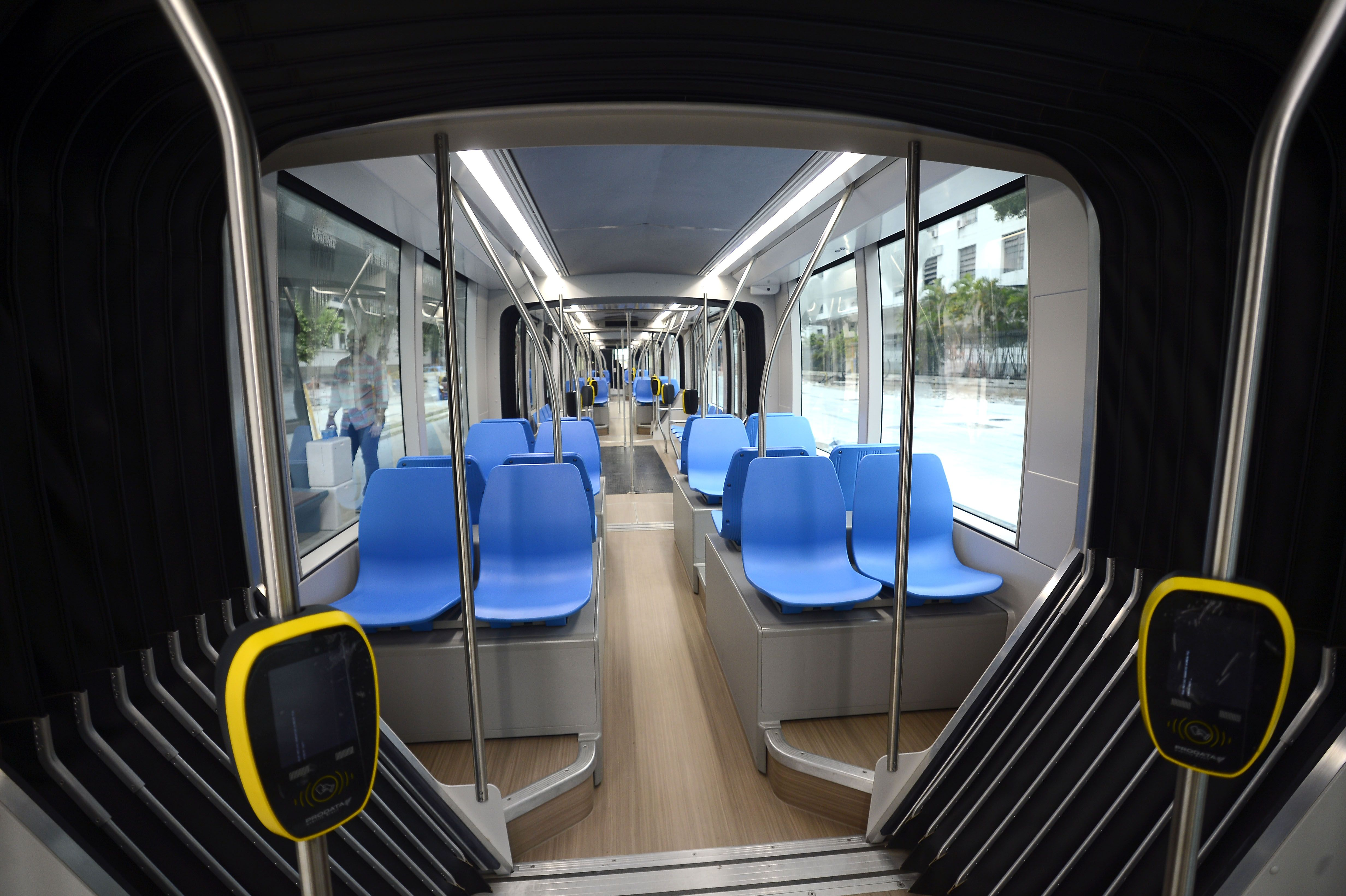
Máquinas de validação de bilhete no interior do bonde (em primeiro plano, com contorno amarelo). O pagamento é feito voluntariamente pelo passageiro.

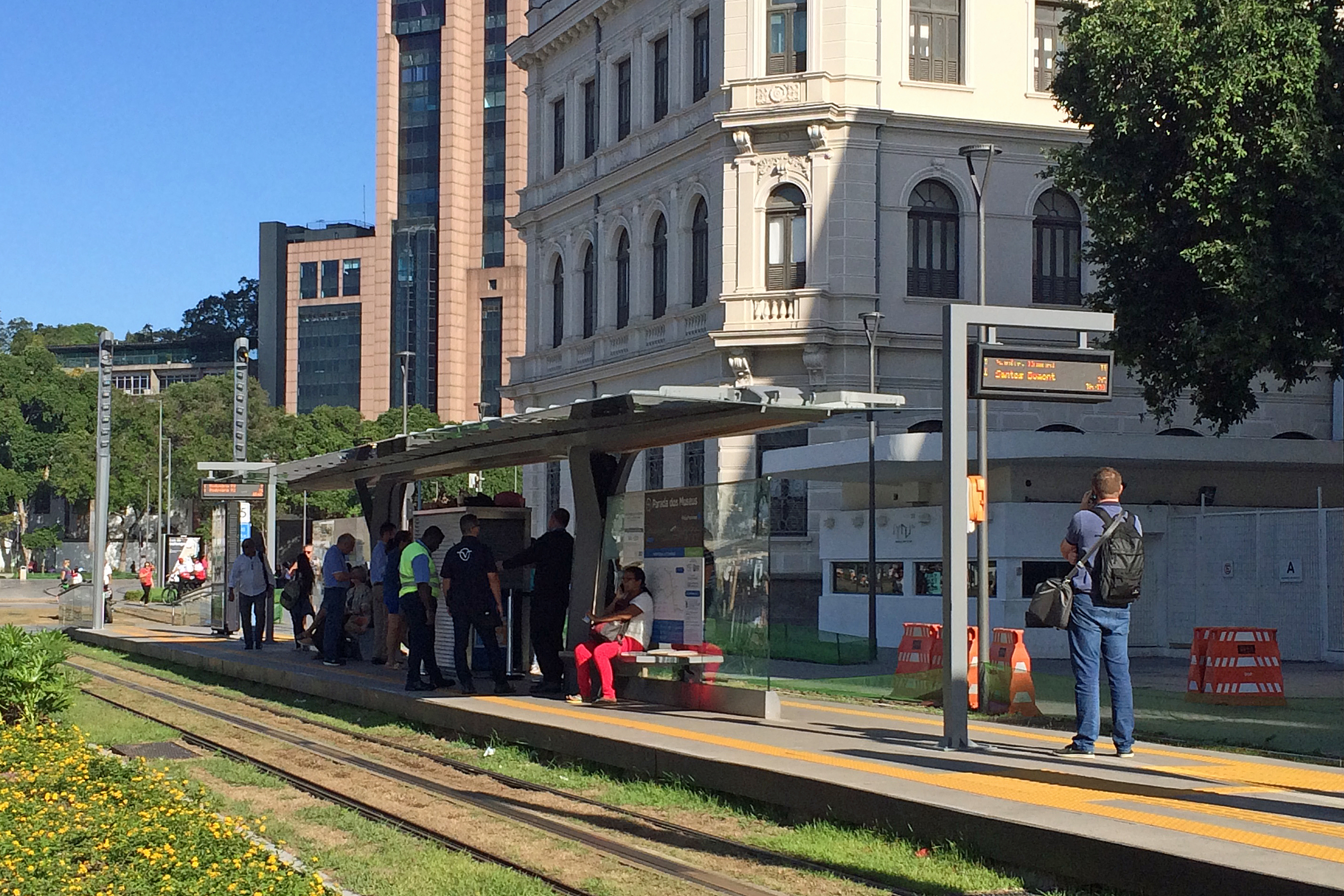
Parada dos Museus, com plataforma central. Um painel dinâmico informa o destino e o tempo de espera dos próximos bondes.

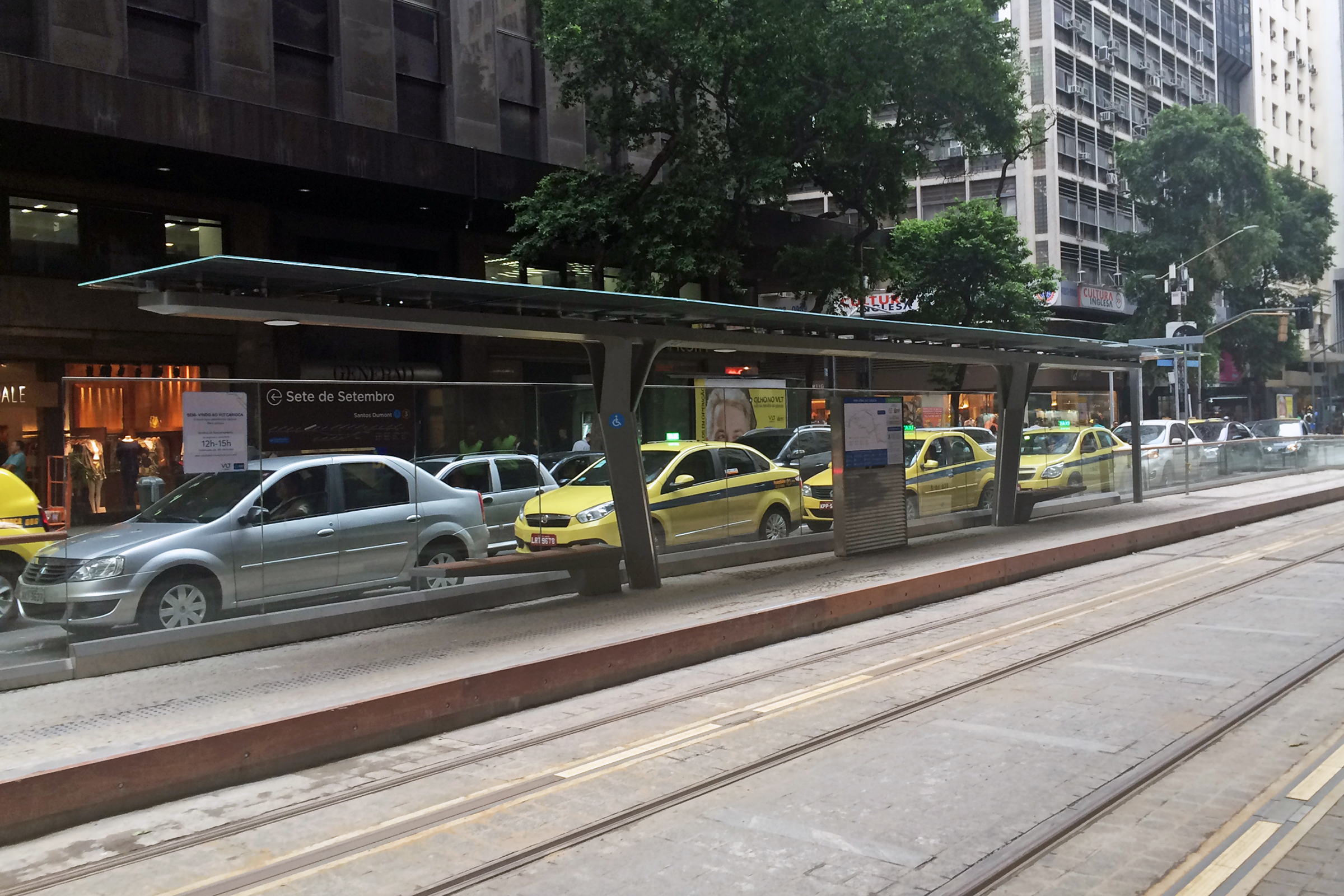
Parada Sete de Setembro, com plataformas laterais. As paradas e estações são parcialmente cobertas e 100% acessíveis.

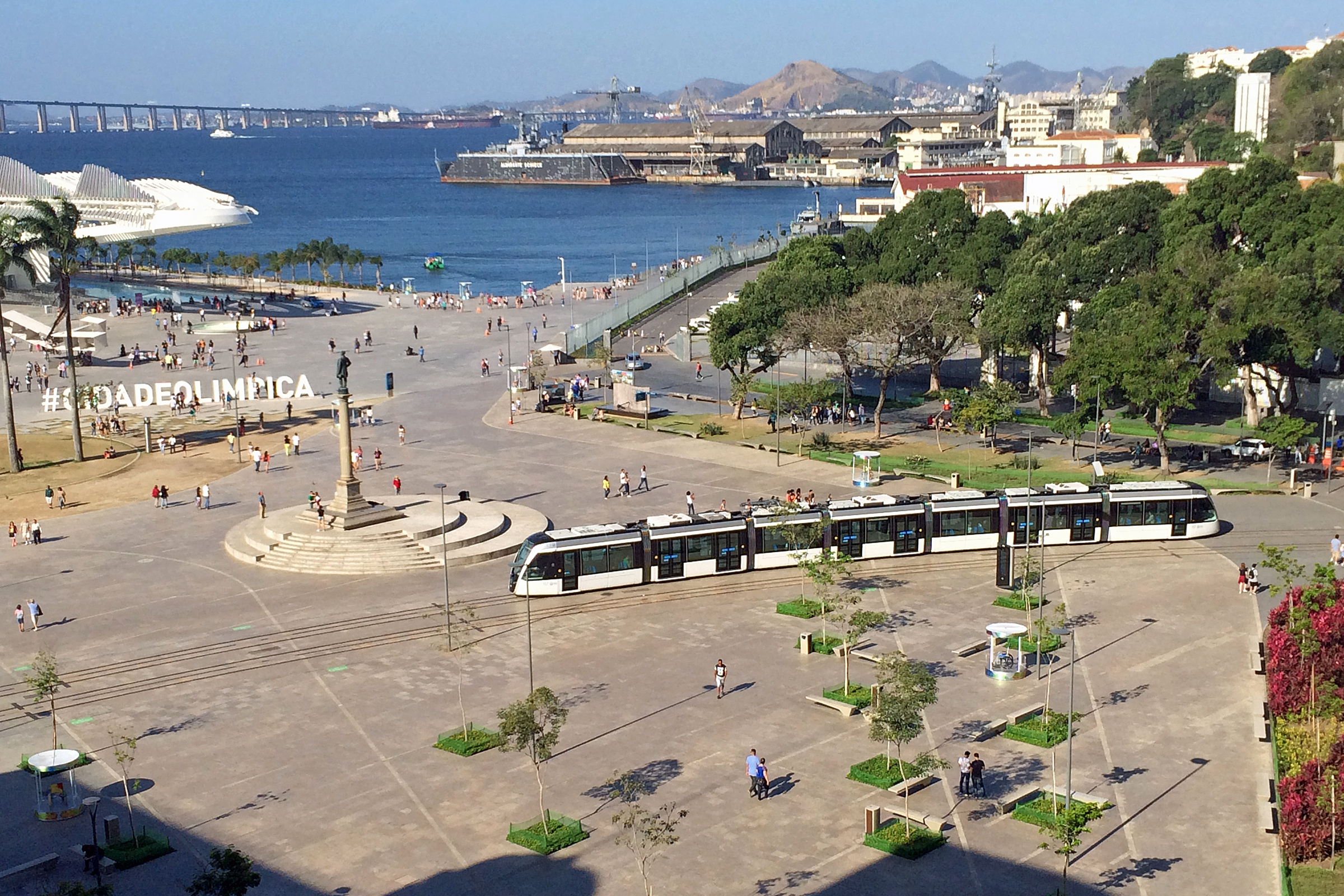
Bonde cruzando a Praça Mauá. O VLT Carioca não tem fiação aérea. A alimentação é provida por um trilho central, energizado apenas no trecho coberto pelo bonde.

### Tarifa
O pagamento da tarifa do VLT Carioca deve ser feito espontaneamente pelo passageiro no embarque, através de cartões pré-pagos. Cada bonde está equipado com 28 máquinas validadoras, que leem o cartão por aproximação. São aceitos cartões do Bilhete Único Carioca, do Bilhete Único Intermunicipal (estadual) e demais cartões RioCard, incluindo vale-transporte. Em setembro de 2018, o valor da tarifa era de 3,80 reais — o mesmo desde o início da operação, em junho de 2016. O primeiro (e até então único) aumento promovido na tarifa foi decretado anos após o começo do funcionamento do sistema, em janeiro de 2023: a passagem no modal passaria a ser de R$ 4,30, mesmo valor das passagens de ônibus municipais da cidade. 
Todas as paradas e estações possuem máquinas de compra e recarga do Bilhete Único Carioca. O pagamento pode ser feito em dinheiro (cédulas e moedas) ou por cartão de débito. No caso da compra de um novo cartão, além do valor carregado é cobrada uma taxa de 3 reais, reembolsável com a devolução do cartão numa agência de atendimento RioCard. As paradas e estações também estão equipadas com um leitor para verificação de saldo e validação de créditos feitos pela internet.  
Os cartões são de uso individual, não sendo possível validar a passagem para mais de uma pessoa com o mesmo cartão. Agentes do VLT Carioca, acompanhados de guardas municipais, circulam pelos bondes fiscalizando aleatoriamente o pagamento. Passageiros que não efetuarem a validação estão sujeitos a multa de 170 reais, conforme definido em lei municipal. Em caso de reincidência, o valor aumenta em 50%, para 255 reais.
O passageiro pode trocar de linha do VLT sem pagar tarifa adicional, desde que a integração seja feita até uma hora após a primeira validação. A validação deve ser feita a cada embarque, com o segundo registrando automaticamente a gratuidade. O sistema não permite integração dentro da mesma linha em sentidos opostos — nesse caso, serão cobradas duas tarifas.
O Bilhete Único Carioca também pode ser usado em ônibus municipais, BRT, metrô, SuperVia e barcas, e possui maquinas de recargas em algumas estações destes sistemas, mas só possui integração tarifária (utilização de mais de um modal sem cobrança adicional) entre VLT, ônibus municipais e BRT, dentro de um período de 2 horas e 30 minutos.

### Paradas
Os pontos de embarque e desembarque do VLT Carioca são distintos entre paradas e estações. As paradas, que compõem a grande maioria do sistema, são abertas e possuem plataformas (centrais ou laterais) integradas às calçadas. Não há controle de acesso ou pagamento, cabendo ao passageiro validar o bilhete ao entrar no bonde. Todas as paradas possuem ao menos uma máquina de compra e recarga de bilhetes, e são 100% acessíveis, com rampas e piso tátil. No final de 2017, a concessionária começou a instalar máquinas de consulta de saldo de bilhetes nas paradas.
Em lugares com maior movimentação de passageiros, são usadas estações em vez de paradas. Estações seguem a mesma arquitetura das paradas, mas são fechadas, com o acesso feito por catracas, e portanto pagamento antes do embarque. Estações também são 100% acessíveis e normalmente possuem um número maior de máquinas de venda e recarga de bilhetes. Há apenas 4 estações na rede do VLT Carioca: Praça XV, Central, Rodoviária e Terminal Intermodal Gentileza.
As plataformas, tanto em paradas quanto em estações, são parcialmente cobertas e possuem painéis de informações gerais do sistema e publicidade, além de um painel dinâmico informando destino e tempo de espera dos próximos bondes.
Ocasionalmente, uma parada simples pode ser transformada em estação para organizar o fluxo durante eventos com grande circulação de pessoas, com a instalação de barreiras e catracas temporárias e mais máquinas de compra e recarga de bilhetes. Foi o que aconteceu, por exemplo, com a então Parada dos Navios (posteriormente renomeada para "Parada dos Navios/Valongo") durante os Jogos Olímpicos de 2016 e com a Parada dos Museus no Carnaval de 2017.

### Horários
O VLT Carioca circula todos os dias das 6h à meia-noite, com intervalos que variam de 7 a 15 minutos, dependendo do horário e da linha. Em paradas compartilhadas por mais de uma linha, o intervalo pode ser tão baixo quanto 3 minutos. Após as 22h, a linha 2 circula apenas no trecho entre Praça XV e Central.
O horário estimado de chegada dos próximos trens é exibido em um painel nas plataformas, e também pode ser consultado pelo aplicativo móvel do VLT Carioca.
O projeto original previa circulação 24 horas quando o sistema estivesse totalmente pronto, com intervalos máximos de 3 minutos nos horários de pico e de 30 minutos na madrugada. Porém, isso não ocorreu devido à baixa utilização do VLT.

### Trens
Os bondes do VLT Carioca são do modelo Alstom Citadis 402, de piso baixo, bidirecionais, com 44 metros de comprimento, 2,65 metros de largura e 3,82 metros de altura. Cada bonde é formado por sete módulos articulados e tem capacidade para 420 pessoas. Os bondes possuem ar-condicionado, oito portas de acionamento individual em cada lateral, e 28 máquinas validadoras de bilhete.
A alimentação é provida aos bondes por um terceiro trilho no solo, dividido em pequenos trechos que são eletrificados apenas quando o bonde está sobre eles, tornando segura a circulação de pedestres e carros sobre os trilhos e dispensando a instalação de catenárias. A tecnologia foi usada pela primeira vez no início dos anos 2000 em trechos do sistema de bondes de Bordeaux, na França. O VLT Carioca é um dos poucos sistemas de bonde do mundo livre de fiação aérea em toda a sua extensão (com exceção do centro de manutenção, que funciona por catenárias tradicionais).
O acionamento e a captação de energia são feitos por sapatas localizadas sob um único módulo do bonde, que também é dotado de pantógrafo, para uso dentro do centro de manutenção. Em alguns trechos, principalmente em cruzamentos com grandes avenidas, o terceiro trilho não conta com eletrificação e o bonde passa a ser alimentado por um supercapacitor interno, que armazena a energia gerada por frenagens.
Os bondes são numerados de 101 a 132, e são batizados com o nome de personalidades cariocas históricas. Os cinco primeiros bondes foram produzidos na fábrica da Alstom em La Rochelle, na França. Os outros 27 foram produzidos na fábrica da companhia em Taubaté, no interior de São Paulo.
Mensagens sobre a próxima parada e outros avisos aos passageiros são veiculados, em português e inglês, pelo sistema sonoro e em painéis de texto espalhados pelo trem. Também há televisões informando as próximas paradas e pontos de referência dos arredores. A "voz do VLT" é da jornalista Christiana Araripe. As peças sonoras, incluindo o tema musical do VLT Carioca, foram produzidas pela Zanna Sound, também responsável pela identidade sonora do metrô do Rio de Janeiro.

### Concessionária
O VLT Carioca pertence à Prefeitura do Rio de Janeiro, mas foi construído e será operado por 25 anos (de 2013 a 2038) pela Concessionária do VLT Carioca, um consórcio formado por quatro empresas brasileiras (com 99,7% do controle da companhia) e duas empresas estrangeiras.
As quatro empresas brasileiras do consórcio, cada uma com iguais 24,9317% de participação acionária, já atuam em outros modais de transporte do Rio de Janeiro. A Invepar tem as concessões do metrô do Rio de Janeiro e das vias expressas Linha Amarela e TransOlímpica; a Odebrecht TransPort (atual Novonor) controla a SuperVia e é sócia da concessionária do Aeroporto Internacional do Rio de Janeiro; a CCR opera as barcas Rio–Niterói através da CCR Barcas e é sócia da Invepar na TransOlímpica; a RioPar é sócia da CCR Barcas e opera dois terminais de ônibus no centro da cidade, além do sistema de pagamentos RioCard. Invepar, Odebrecht TransPort e CCR também têm concessões em outros estados do Brasil.
As duas empresas estrangeiras minoritárias são a argentina Benito Roggio Transporte (0,2506%), que opera o Metrô de Buenos Aires, e a francesa RATP (0,0226%), que controla todo o sistema de transporte público de Paris.
Em julho de 2019, a concessionária VLT Carioca solicitou na Justiça a rescisão do contrato de concessão com a Prefeitura do Rio de Janeiro, alegando uma dívida da Prefeitura de cerca de 150 milhões de reais.

### Passageiros transportados
| Passageiros transportados por ano (2016–2023) |
|                                               |

De acordo com dados da concessionária fornecidos ao Instituto Pereira Passos da Prefeitura do Rio de Janeiro, entre 2016 e 2023 o VLT Carioca transportou mais de 121 milhões de passageiros.
| Ano   | Passageiros |
| ----- | ----------- |
| 2016  | 4 725 830   |
| 2017  | 11 477 267  |
| 2018  | 17 708 541  |
| 2019  | 23 083 462  |
| 2020  | 12 177 015  |
| 2021  | 12 828 833  |
| 2022  | 18 783 675  |
| 2023  | 20 364 055  |
| Total | 121 148 678 |